# Blennidus pachycerus
Blennidus pachycerus là một loài bọ chân chạy thuộc phân họ Pterostichinae. Loài này được Tschitscherine mô tả năm 1897.